# Zhiyuan si
Zhiyuan si (Klasztor Przemienienia, chiń. 执园寺; pinyin Zhīyuán sì) – chiński klasztor buddyjski, położony na górze Jiuhua w prowincji Anhui. Znany także jako Zhīyuán chánsì (祗园禅寺) oraz błędnie Qiyuan. 

## Historia klasztoru
Klasztor został wybudowany w okresie dynastii Ming w połowie XVI wieku na jednej z czterech świętych gór buddyzmu chińskiego - Jiuhua. Kiedyś było to potężne centrum buddyjskie, w którym znajdowało się kilkaset świątyń i klasztorów. Do dziś, głównie dzięki ekscesom rewolucji kulturalnej przetrwało ich zaledwie 82. Pierwotnie klasztor ten nosił nazwę Zhishu (Zhǐshù ān, 纸樹庵), czyli był raczej pustelnią. Stopniowo był rozbudowywany, zwłaszcza w okresie dynastii Qing, aż liczył ponad dziesięć głównych budynków. Obecna nazwa nawiązuje do ogrodu, w którym nauczał w Indiach Budda. Klasztor wspiera się na wzgórzu Dongya, a przed nim znajduje się wzgórze Tygrysa, leżące w wiosce Jiuhuajie.
Po minięciu bramy oprócz większych budynków jest sporo pawilonów pełnych rzeźb i innych cennych obiektów. Większe budynki to Lingshan, kwadratowy Tianwang i Daxiongbao. Inne to Fatang, Zhaitang, Fangzhangliao, Yiboliao, Daliao, Xiaoliao, Chantang. Po wschodniej stronie znajdują się Cangjing i Shangketang. 
Główny budynek skrywa typową trójcę buddyjską, z Buddą siedzącym na lotosowym tronie. Trójca otoczona jest posągami arhatów (chiń. luóhàn, 罗汉). Wejście ozdobione jest napisem wykaligrafowanym przez uczonego, polityka i kaligrafa - Yu Yourena. 
W klasztorze odbywają się coroczne festiwale, m.in. obchodzi się urodziny bodhisattwy Dizanga (skt Ksitigarbha, chiń. Dayuan Dizang Pusa) ostatniego dnia siódmego miesiąca księżycowego.
Klasztor jest jednym ze 142 głównych klasztorów Chin.

## Obiekty
- Qianseng - wielki garnek, w którym przygotowywano jedzenie w czasie różnych religijnych spotkań.

## Adres klasztoru
- Zhiyuan si, Jiuhuajie, Jiuhua shan, Anhui, China